# Руа, Морис (учёный)
Морис Руа́ (фр. Paul Mary Ferdinand Maurice Roy; 7 ноября 1899, Бурж, Шер, Центр — Долина Луары, Франция — 23 июня 1985, Безансон, Ду, Бургундия — Франш-Конте, Франция ) — французский учёный-механик, академик Французской академии наук.

## Биография
Родился в семье инженера-артиллериста.
Окончил Политехническую школу в Париже (1917) и Горную школу там же. Учился у Эмиля Жуге и Анри Вийя.
Докторскую степень получил в 1923 году в Университете Страсбурга. Был назначен главным инженером по контролю оборудования на железных дорогах в Министерство общественных работ.
Преподавал в Школе мостов и дорог (1926—1946), в Высшей национальной авиационной школе (1930—1940), Политехнической школе (1947—1969).
В 1935 году возглавляет машиностроительную компанию, разрабатывает автодрезины с дизельными двигателями. В 1948 году основывает и возглавляет техническую Ассоциацию газовых турбин.
С 1949 по 1962 годы — генеральный директор Национального управления по авиационным и космическим исследованиям Франции (ONERA). Одновременно он — технический консультант Национального общества по разработке и конструированию авиационных моторов (SNECMA) в 1949—1973 годах.
Президент Комитета по космическим исследованиям (КОСПАР) при Международном совете научных союзов (1962—1972).
Основные труды по гидро- и аэротермодинамике, общей термодинамике механизмов, динамике и устойчивости полета самолётов. Провёл фундаментальные теоретические исследования в области реактивных двигателей, один из пионеров ракетной техники. Часть его разработок реализована в Германии в 1943—1944 годах. Инициатор исследования сверхзвуковых полетов во Франции.
Посещал СССР с научными визитами.

Слева-направо С. А. Лосев (спиной), М. Руа, О. П. Шаталов, Г. Г. Чёрный, Г. К. Михайлов

## Награды и звания
Избран в Академию наук Франции (действительный член — 1949; член-корреспондент — 1937). Иностранный член Национальной академии наук США (1964), Американского института аэронавтики и космонавтики, Королевского аэронавтического общества Великобритании. Почётный доктор ряда университетов Европы и Америки.
Кавалер Ордена Почётного легиона степени Великий офицер (Grands officiers).
Кольцо Людвига Прандтля (1963)
Награждён Большой золотой медалью имени М. В. Ломоносова Академии наук СССР (1975).